# Ładzyń
Ładzyń – wieś sołecka w Polsce położona w województwie mazowieckim, w powiecie mińskim, w gminie Stanisławów.
Według danych z 2014 roku Ładzyń zamieszkiwało 325 osób. Od 1867 do 1939 roku Ładzyń był siedzibą wiejskiej gminy Ładzyń.
Wieś królewska Ładzyno położona była w drugiej połowie XVI wieku w powiecie garwolińskim  ziemi czerskiej województwa mazowieckiego. W latach 1954–1973 Ładzyń był gromadą. W latach 1975–1998 miejscowość administracyjnie należała do województwa siedleckiego.
Ładzyń położony jest we wschodniej części województwa mazowieckiego, w północno-zachodniej części powiatu mińskiego, na Mazowszu, przy drodze krajowej numer 50. Według Google Maps odległości drogowe wynoszą: do centrum Warszawy 44,3 km, do Mińska Mazowieckiego 8,5 km, do Stanisławowa 5,5 km.
W Ładzyniu znajduje się jezioro Bagno wielkości ok. 3,5 ha, będące pozostałością po torfowisku wybieranym w XIX i na początku XX wieku. Dużą powierzchnię wsi zajmuje las.
Wierni Kościoła rzymskokatolickiego należą do parafii św. Jana Chrzciciela i św. Stanisława BM w Stanisławowie.
We wsi znajduje się murowana kapliczka z 1905 roku, wyremontowana w 2013 roku. Na terenie kapliczki usytuowane są dwa pomniki upamiętniające walki oddziału AK z żandarmerią niemiecką. W lesie znajduje się grób nieznanego żołnierza.

## Historia
Najstarsze informacje o Ładzyniu pochodzą z połowy XVI w. 7 sierpnia 1553 r., kiedy biskup Andrzej Noskowski otrzymał ziemie w tej okolicy, jako nadanie królewskie od Zygmunta Augusta. Decyzja królewska obejmowała wsie: Brzóze, Cygankę i Lubomin. Teren dzisiejszego Ładzynia – jako centralny punkt tego majątku – stał się miejscem lokalizacji dworu i wsi – siedziby zarządcy. Lustracja województwa mazowieckiego z roku 1565 potwierdza istnienie folwarku i wsi Ładzin. Nazwa Ładzin wywodzi się prawdopodobnie od herbu biskupa Noskowskiego – Łady, lub położenia samej wsi dokładnie między wsiami Brzóze, Cyganka i Lubomin, które miało na celu je "ładzić", czyli wprowadzać ład między nimi.
Biskup Noskowski, zakładając Folwark Ładzin, osadził w nim służbę folwarczną i czeladź. Jak wynika z lustracji z 1565 r., folwark zamieszkiwało: 12 ogrodników, urzędnik, klucznik, parobek dworski, dworka, dziewce, pasterz. W kolejnych latach rozwoju folwarku i wsi osiedlali się nowi mieszkańcy: szlachta, włościanie, gospodarze, zagrodnicy, robotnicy, parobcy, wyrobnicy, pastuchy. Mieszkańcy zajmowali się różnymi zawodami, tj. rządca, karbowy, szafarz, pisarz, stangret, furman, służący, kowal, gorzelnik, stolarz.
Dwór w Ładzinie znajdował się najprawdopodobniej w okolicach dzisiejszej ul. Wspólnej, otoczony zabudową dla osiedlanych chłopów. Założyciel wsi zmarł w 1567 r., a jego dobra wróciły prawdopodobnie do majątku królewskiego i w późniejszych czasach były nadal dzierżawione.
W latach 30 XIX w. kolejnym właścicielem Ładzina był Jakub Gierlicz, który kupił majątek od Skarbu Publicznego Królestwa Polskiego. Nowy właściciel był komisarzem pow. stanisławowskiego, założonego w 1810 r.
3 lipca 1865 wystawiono na sprzedaż dobro ziemskie Ładzyń, do którego należały: folwark i wieś Ładzyń, folwark Stanisławów, wieś Poremby, wieś Rządza z Wójtostwem, wieś Lubomin z Wójtostwem, wieś Sokule z Wójtostwem, wieś Brzuza z Wójtostwem, wieś Cyganka, wieś Cisówek vel. Cisówka, młyny Guzowizna, Kajmowizna i Suchowizna, wieś Wólka Piecząca, grunta Pustosz po młynie Skurkowizna z lasami.
W 1882 r., na skutek kupna, Kazimierz Cudny, Stanisław Cudny, Józef Cudny i Tomasz Wojtyński stali się pierwszymi włościanami w Ładzyniu. Grono właścicieli powiększało się poprzez dalszą odsprzedaż oraz nadania dla chłopów wynikające z carskiego ukazu o uwłaszczeniu z 1864 r. Właścicielem Ładzynia w II połowie XIX wieku był Jerzy Libert, właściciel również huty szkła Libertów (w okolicach wsi Porąb).
Na początku XX w. nastąpił rozwój inicjatyw społecznych – rozwijana była miejscowa szkoła, powstało Koło Młodzieży Wiejskiej, Kółko Rolnicze, Ochotnicza Straż Pożarna oraz Koło Gospodyń Wiejskich.
W 1939 r. zniesiono gminę Ładzyń, a jej ziemie zostały włączone do gminy Mińsk oraz gminy Stanisławów. Do gminy Mińsk dołączyły wsie Brzóze, Cyganka, Żuków. Do gminy Stanisławów zostały włączone: Borek Czarniński, Czarna, Lubomin, Ładzyń Nowy, Ładzyń Wieś, Porąb, Rządza, Sokóle, Szymankowszczyzna, Mały Stanisławów, Wólka Czarnińska, Wólka Konstancja, Wólka Piecząca, Wólka Wybraniecka, Zalesie.
W czasie II wojny światowej wielu mieszkańców Ładzynia należało do konspiracji. Początkowo na terenie Ładzynia i okolic powstała Organizacja Wojskowa „Wilk”, która następnie dołączyła do Narodowych Sił Zbrojnych. Józef Rozbicki ps. "Buk", komendant OSP Ładzyń, był dowódcą drużyny AK z Ładzynia. W okresie II wojny światowej Ładzyń znalazł się w VI Ośrodku ZWZ-AK. Na tym terenie rozwijało się podziemie zbrojne, działał oddział leśny AK oraz funkcjonowała radiostacja.
8 marca 1944 r. w nocy, podczas przewożenia radiostacji, w Ładzyniu stoczono walkę z żandarmerią niemiecką. Podczas walki zginął Jan Szarek „Karnot”, dowódca ochrony radiostacji. Ranni zostali Józef Rozbicki „Buk” (postrzał w płuco), Adam Ostrowski „Wilk” (ranny w rękę) i Helena Cudna „Jutrzenka” (postrzał w brodę). Wydarzenie zostało upamiętnione kamieniem przy kapliczce.
W 1955 r. powołano gromadę Ładzyń. W jej skład wchodziły: Czarna, Borek Czarniński, Lubomin, Ładzyń Nowy, Ładzyń Wieś, Szymankowszczyzna, Wólka Czarnińska i Wólka Konstancja.
W styczniu 1973 roku, w ramach kolejnej reformy administracyjnej, zniesiono gromadę Ładzyń i wcielono Ładzyń do gminy Stanisławów.

## Demografia
W 1827 r. w Ładzyniu było 20 domów i 143 mieszkańców.
| Rok     | 1827 | 1998 | 2002 | 2009 | 2011 | 2012 | 2013 | 2014 | 2016 |
| Ludność | 143  | 294  | 290  | 306  | 325  | 330  | 327  | 325  | 333  |

## Edukacja
Na początku XX wieku w Ładzyniu powstała szkoła podstawowa. W pracy dyplomowej Janiny Wrzoskównej, powstałej w latach 1934-1935 nt. gminy Ładzyń, znajdują się pierwsze informacje o szkole podstawowej w Ładzyniu:
Przed rokiem 1905 już istniała w Ładzyniu szkoła tajna. W 1905 r. zapoczątkowano budowę domu gromadzkiego pod szkołę. Gospodarze opodatkowali się a Rząd Rosyjski ofiarował pomoc swoją w wysokości 2000 rubli z warunkiem, aby szkołę budowano według wskazówek władz. Gospodarze pomocy nie przyjęli. Od 1907 r. dzieci wsi Ładzyń i wiosek okolicznych uczyły się w tej szkole. Początkowo szkoła miała charakter jednoklasówki z 7-ma oddziałami, potem w 1926 r.zmieniono ją na 2-klasową. Od 1930/31 roku szkolnego jest 3-klasówką z 3-ma siłami nauczycielskimi. W ogólnym rozwoju dzieci pomagają znacznie szkolne organizacje: Samorząd, Spółdzielnia uczniowska, Szkolna Kasa Oszczędności, Koło L.O.P.P., jak również czytanie pism prenumerowanych przez szkołę – Płomyk /2 egz., Płomyczek – 7 egz./ czytanie książek znajdujących się w szkolnej biblioteczce. Biblioteczka liczy 107 książek różnej treści.
Obecnie, mieszkańcy Ładzynia mają dostęp do przedszkola oraz szkoły podstawowej. W 1962 roku wybudowano budynek, który służy szkole do dziś. W budynku znajdują się: stołówka, biblioteka, sala komputerowa, sala gimnastyczna. Dnia 9 października 1999 roku odbyła się uroczystość nadania szkole imienia Krzysztofa Kamila Baczyńskiego. Szkoła dysponuje dużym placem, na którym znajduje się boisko do piłki nożnej, boisko do siatkówki, koszykówki i tenisa (wybudowane w 2013 roku), bieżnia oraz plac zabaw.

## Społeczność
Obecnie w Ładzyniu działają następujące grupy: Ochotnicza Straż Pożarna, Grupa Medyczna, Koło Różańcowe, Rada Sołecka. W przeszłości działały: Kółko rolnicze (1918 r.), Związek Hodowców Bydła (1909 r.), Koło Młodzieży Wiejskiej (1916 r.), Koło Gospodyń Wiejskich,

### Ochotnicza Straż Pożarna w Ładzyniu
W 1928 roku przez Wacława Zwolińskiego w Ładzyniu została założona Ochotnica Straż Pożarna. Prezesem został Wacław Zwoliński, gospodarzem Aleksander Cudny, skarbnikiem Antoni Grzęda, a naczelnikiem Stanisław Cudny. W 1929 roku dzięki pracy mieszkańców wybudowano drewnianą remizę, w której powstał teatrzyk i miały miejsce częste zabawy taneczne. Zabawy taneczne w Ładzyniu cieszyły się ogromną popularnością, często do 800 osób na jednej zabawie, co w 1984 roku udokumentowała Polska Kronika Filmowa.
W 1930 roku OSP doposażyło się w ręczną pompę tłokową oraz beczkowóz konny, a na remizie zawieszono dzwon.
W sierpniu 1944 roku żołnierze Armii Czerwonej zdewastowali remizę trzymając w niej konie i wykradając drewno z podłogi na opał.
W 1954 roku OSP Ładzyń wznowiło działalność zawieszoną na czas II wojny światowej. Straż została doposażona w pierwszą motopompę spalinową. Remiza strażacka funkcjonowała jako świetlica – mieszkańcy Ładzynia mogli w niej oglądać telewizję i widowiska teatralne.
W 1962 roku zamontowano syrenę elektryczną.
W 1965 roku jednostka otrzymała pierwszy samochód zaadaptowany do działań straży – Gaz 57. W 1967 roku wybudowano garaż dla wozu.
W latach 70. remizę doposażono w telefon. W remizie prowadzono lekcje religii, zabronionej w szkołach.
W latach 1981–1987 wybudowano nową, murowaną remizę.
W 1992 roku straż otrzymała nową motopompę.
OSP Ładzyń część dochodu z organizowanych zabaw przekazywało na rzecz wsi – m.in. dofinansowano założenie systemu centralnego ogrzewania w Szkole Podstawowej oraz asfaltowanie głównych dróg we wsi. W 1997 roku OSP Ładzyń przekazało dochód z organizowanych zabaw na rzecz powodzian.
W kwietniu 1996 OSP Ładzyń otrzymała od Zarządu Sztabu Generalnego Wojska Polskiego nowy samochód – Star 266 zaadaptowany dla straży pożarnej.
W 1998 roku straż w Ładzyniu otrzymała swój sztandar.

### Grupa Medyczna OSP Ładzyń
W lutym 2012 roku z ramienia Ochotniczej Straży w Ładzyniu została powołana Grupa Medyczna OSP Ładzyń.
We wrześniu 2013 roku Grupa Medyczna zakupiła wóz ratowniczy Volkswagen t4.
W grudniu 2013 roku Ochotnicza Straż Pożarna w Ładzyniu została wpisana do rejestru jednostek współpracujących z systemem Państwowe Ratownictwo Medyczne.
W sierpniu 2014 roku Grupa Medyczna zakupiła pierwszy w powiecie Automatyczny Defibrylator Zewnętrzny.
W sierpniu 2015 roku Grupa Medyczna zakupiła wóz ratowniczy Mercedes Sprinter 313 CDI.
Na wyposażeniu Grupy Medycznej są również m.in.: respirator transportowy, deski ortopedyczne, torby ratownicze, szyny kramera, nosze podbierakowe, nosze płachtowe, kamizelka KED, zestaw fantomów i defibrylator treningowy .
Od grudnia 2013 Grupa Medyczna we współpracy z lokalnymi Ochotniczymi Strażami Pożarnymi organizuje coroczne, gminne ćwiczenia ratowniczo-techniczne "Bezpieczna Gmina". W ćwiczeniach uczestniczą Ochotnicze Straże Pożarne z terenu gminy, Państwowa Straż Pożarna oraz organizacje powiązane.
W grupie działają Pielęgniarze, Ratownicy Medyczni, Ratownicy KPP, Ratownicy Przedmedyczni, instruktorzy pierwszej pomocy. Ratownicy z Grupy Medycznej zabezpieczają imprezy masowe, lokalne oraz organizują szkolenia pierwszej pomocy, m.in. w szkołach podstawowych. Statystycznie jeden ratownik przypada na 30 mieszkańców Ładzynia.